# اچ‌ام‌اس فوریت (۱۸۶۴)
اچ‌ام‌اس فوریت (۱۸۶۴) (به انگلیسی: HMS Favorite (1864)) یک کشتی بود که طول آن ۲۲۵ فوت (۶۹ متر) بود. این کشتی در سال ۱۸۶۴ ساخته شد.